# Allium macrostemon
Allium macrostemon ist eine Pflanzenart aus der Gattung Lauch (Allium). Die in Zentral- und Ostasien beheimatete Pflanze wird sowohl als Lebensmittel wie auch medizinisch genutzt.

## Beschreibung
Allium macrostemon ist eine ausdauernde krautige Pflanze, die Wuchshöhen von 30 bis 70 cm erreicht. Dieser Geophyt bildet eine einzeln stehende Zwiebel als Überdauerungsorgan aus, die fast kugelig ist, einen Durchmesser von 0,7 bis 1,5 (selten bis zu 2) cm aufweist und meist an ihrer Basis Nebenzwiebeln bildet. Die Zwiebel ist von einer schwärzlichen, papierartigen bis häutigen Hülle (Tunika) umgeben.
Die 2 bis 5 mm breiten Laubblätter sind kürzer als der Blütenstandsschaft. Sie besitzen einen halbkreisförmigen bis dreikantigen Querschnitt.
Der im Querschnitt runde Blütenstandsschaft ist auf ein Viertel bis ein Drittel seiner Länge mit Blattscheiden bedeckt. Die Spatha (Hochblatthülle) ist zweiteilig und haltbar. Der doldige Blütenstand ist halbkugelig bis kugelig und enthält viele Brutzwiebeln und/oder Blüten. Die Brutzwiebeln sind 4 bis 6 mm lang, eiförmig und sitzend. Die fadenförmigen Blütenstiele sitzen jeweils in der Achsel eines Deckblattes. Die Blütenstiele sind etwa gleich lang und drei- bis fünfmal so lang wie die Blütenhüllblätter.
Die zwittrigen, radiärsymmetrischen Blüten sind dreizählig. Die in zwei Kreisen stehenden, fast gleichgestaltigen Blütenhüllblätter sind hell-purpurfarben bis hellrot mit einer Länge von 4 bis 5,5 und einer Breite von 1,2 bis 2 mm, wobei die inneren drei meist etwas kürzer sind als die äußeren. Es sind zwei Kreise mit je drei Staubblättern vorhanden. Die gleich langen Staubfäden sind etwa halb so lang bis fast so lang wie die Blütenhüllblätter. Sie sind am Grund dreieckig und dort bei den inneren Staubblättern halb so breit wie bei den äußeren. Die fast kugeligen Fruchtknoten besitzen konkave Nektarien, die an ihrer Basis mit hakenförmigen Vorsprüngen bedeckt sind. Der Griffel überragt die Blütenhüllblätter.
Die Blütezeit und auch die Reifezeit der Frucht liegen zwischen Mai und Juli.
Die Chromosomenzahl beträgt 2n = 16, 24, 32, 40 oder 48.

## Vorkommen
Allium macrostemon kommt in Japan, Korea, der Mongolei, Sibirien und in ganz China außer in den Provinzen Hainan, Qinghai und Xinjiang vor. Diese Art wächst meist in Höhenlagen von 0 bis 1600 Metern auf Hügeln, Hängen, in Tälern und in Ebenen, in Xizang und in Yunnan kommt sie bis auf 3000 Meter vor. Ihre Sorten werden in vielen Teilen der Welt angebaut.

## Systematik
Allium macrostemon wurde 1833 durch Alexander von Bunge erstbeschrieben. Die Art gehört in die Sektion Scorodon in der Untergattung Polyprason innerhalb der Gattung Allium.

## Nutzung
Die Zwiebeln und die Blätter werden roh oder gegart gegessen. Die Blüten werden roh gegessen. Man kann damit Salat garnieren.
Die medizinischen Wirkungen wurden untersucht. Der Pflanzensaft wird als Repellent verwendet, es soll Insekten vertreiben.